# Vuelta Ciclista Andalucía Elite Women
Die Vuelta Ciclista Andalucía Elite Women ist ein Straßenradrennen im Frauenradsport in Spanien.
Das Etappenrennen wurde erstmals im Jahr 2022 ausgetragen und ist in die Kategorie 2.1 eingestuft. Die Strecke führt in mehreren Teilabschnitten durch die spanische Autonome Gemeinschaft Andalusien im Süden von Spanien.

## Palmarès
| Jahr | Sieger          | Zweiter               | Dritter             |
| ---- | --------------- | --------------------- | ------------------- |
| 2022 | Arlenis Sierra  | Mavi García           | Ricarda Bauernfeind |
| 2023 | Katrine Aalerud | Mie Bjørndal Ottestad | Tamara Dronowa      |
| 2024 | Mavi García     | Silke Smulders        | Ella Wyllie         |
| 2025 |                 |                       |                     |